# Bombylius pygmaeus
Bombylius pygmaeus är en tvåvingeart som beskrevs av Fabricius 1781. Bombylius pygmaeus ingår i släktet Bombylius och familjen svävflugor. Inga underarter finns listade i Catalogue of Life.